# Control Union World Group
Peterson en Control Union is een internationale onderneming, gespecialiseerd in onafhankelijke kwaliteits- en kwantiteitscontroles en certificering van systemen, diensten, processen en producten.
Door het internationale netwerk van kantoren, laboratoria en gecertificeerde agenten kan Control Union een compleet product aanbieden in logistiek, kwaliteits- en kwantiteitsbeheersing en certificering vanaf het land van oorsprong tot en met de uiteindelijke bestemming.
Control Union is lid van en erkend door nationale en internationale organisaties die betrekking hebben op controle en is mede-oprichter van de International Federation of Inspection Agencies (I.F.I.A.).